# Medjedel
Medjedel est une commune de la wilaya de M'Sila en Algérie.

## Histoire

### Forteresse romaine (disparue)
Au sein du Limes de Numidie occidentale, le site de Medjdel (ou Medjedel) révèle une structure militaire d'une importance significative qui témoigne de son rôle stratégique majeur dans la région, est décrit fin des années 1930. Les fouilles archéologiques ont permis d'obtenir des détails précis sur cette forteresse romaine. De forme carrée, elle présentait des dimensions estimées entre 22 et 25 mètres de côté, avec des bastions saillants disposés en éventail à chaque angle, une caractéristique typique des ouvrages défensifs romains de la période tardive,. Aujourd'hui il ne semble plus rester de restes de ce monument.
Située près du défilé débouchant sur la dépression des zahrez, au sud de la corne Est du Zahrez Chergui, la forteresse occupait une position stratégique dominante, contrôlant efficacement les voies de passage dans la région. La découverte d'une voie romaine partant du fort et s'étendant vers le Sud-Ouest confirme son importance dans le réseau de communication militaire romain, permettant ainsi le contrôle et la surveillance des mouvements dans cette zone frontalière.
La question de l'occupation postérieure de Medjdel par les forces romaines reste un sujet de débat parmi les chercheurs. Les artefacts découverts lors des fouilles, tels que des balles de fronde en terre cuite, suggèrent la présence probable d'une garnison à l'intérieur de la forteresse. Cependant, l'identification précise de cette unité militaire ainsi que sa composition exacte demeurent des points d'interrogation nécessitant une analyse approfondie.